# Girvan (Whiskybrennerei)
Girvan ist eine Whiskybrennerei in Girvan, South Ayrshire, Schottland.

## Geschichte
Vor der Gründung der Brennerei begannen William Grant & Sons, die Gründer und Eigentümer von Glenfiddich und Balvenie, ihr Tätigkeitsfeld auch auf die Herstellung von Blends zu erweitern. Sie zerstritten sich allerdings mit der Distillers Company Ltd. (DCL), die einen Großteil der Produktion des benötigten Grain Whiskys kontrollierte. Aus diesem Grund war das Unternehmen gezwungen eine eigene Produktionsstätte zu etablieren. Man entschied sich für den kleinen Küstenort Girvan, in dessen Umgebung eine leerstehende Munitionsfabrik aus dem Zweiten Weltkrieg ein passendes Gelände für die Errichtung einer Brennerei bot. Die Brennerei ist seitdem in Betrieb und ist nach eigenen Angaben die technisierteste Brennerei Schottlands. Sie gehört zu den größten Brennereien des Landes.

### Ladyburn
Im Jahre 1966 eröffneten William Grant & Sons auf dem Gelände der Girvan-Brennerei eine Malt-Brennerei mit dem Namen Ladyburn. Hierbei handelte es sich um eine experimentelle Brennerei, welche Malt-Whisky für Blends liefern sollte. Der Betrieb wurde jedoch bereits 1975 wieder eingestellt, um eine Erweiterung der Girvan-Brennerei zu ermöglichen. 1976 wurden die Gebäude abgerissen.

### Ailsa Bay
Im Jahre 2007 eröffneten William Grant & Sons auf dem Gelände der Girvan-Brennerei eine neue Malt-Brennerei mit dem Namen Ailsa Bay.

## Produktion
Das zur Whiskyproduktion benötigte Wasser wird dem Penwapple reservoir entnommen. Zum Brennen stehen je eine Coffey Still und Continuous Still zur Verfügung. Die Produktionskapazität beträgt 150.000 hl.
Die Ladyburn-Brennerei bezog ihr Wasser ebenfalls aus dem Penwapple reservoir und nutzte je zwei Grobbrandblasen (Wash Stills) und Feinbrandblasen (Spirit Stills).

## Abfüllungen
Es existiert eine Single-Grain-Originalabfüllung der Girvan-Brennerei, welche unter dem Namen Black Barrel vermarktet wird. Diese wurde 1995 auf den Markt gebracht und ist fast weltweit erhältlich. Der Großteil des produzierten Whiskys wird jedoch zur Herstellung von Blends verwendet.
Trotz der kurzen Produktionsspanne existieren von Ladyburn mehrere Originalabfüllungen. Des Weiteren existieren auch Abfüllungen unabhängiger Abfüller. Ladyburn-Whiskys sind heute wertvolle Sammlerstücke.
Darüber hinaus wird seit 2017 der Single Malt "Ailsa Bay" im Handel angeboten.